# پارک ملی هیلز گیت
پارک ملی هیلز گیت یا پارک ملی دروازهٔ جهنم (به انگلیسی: Hell's Gate National Park) منطقه‌ای در نزدیکی دریاچه نیواشا در کنیا است که در شمال‌غربی نایروبی واقع شده. نام پارک ملی دروازه جهنم برگرفته از شکافی باریک در صخره‌ها است که زمانی شاخه‌ای از دریاچه‌ای ماقبل تاریخ بود که انسان‌های اولیه را تغذیه می‌کرد. این پارک در سال ۱۹۸۴ تأسیس شد. این پارک ملی کوچکی است که به خاطر تنوع حیات وحش و مناظرش شناخته شده‌است. این سایت شامل برج فیشر و برج مرکزی ستونها و دره دروازه جهنم است. پارک ملی همچنین دارای پنج نیروگاه زمین گرمایی در اولکاریا است. این پارک مجهز به سه سکونتگاه اولیه است و شامل یک مرکز فرهنگی ماسایی است که در مورد فرهنگ و سنت‌های قبیله ماسایی آموزش می‌دهد.

## تاریخچه
نام پارک ملی دروازه جهنم از شکافی باریک در صخره‌ها گرفته شده‌است، زمانی که شاخه ای از دریاچه ای ماقبل تاریخ بوده که انسان‌های اولیه را در ریفت ولی تغذیه می‌کرد. در سال ۱۸۸۳ توسط کاشفان فیشر و تامسون «دروازه جهنم» نامگذاری شد.
در اوایل دهه ۱۹۰۰، کوه لونوگوت فوران کرد، و خاکستر آن هنوز در اطراف دروازه جهنم احساس می‌شود. این پارک به‌طور رسمی در سال ۱۹۸۴ تأسیس شد.

## جغرافیا

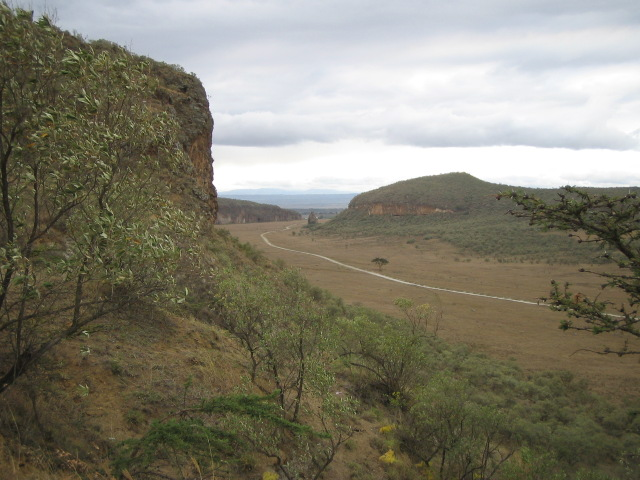

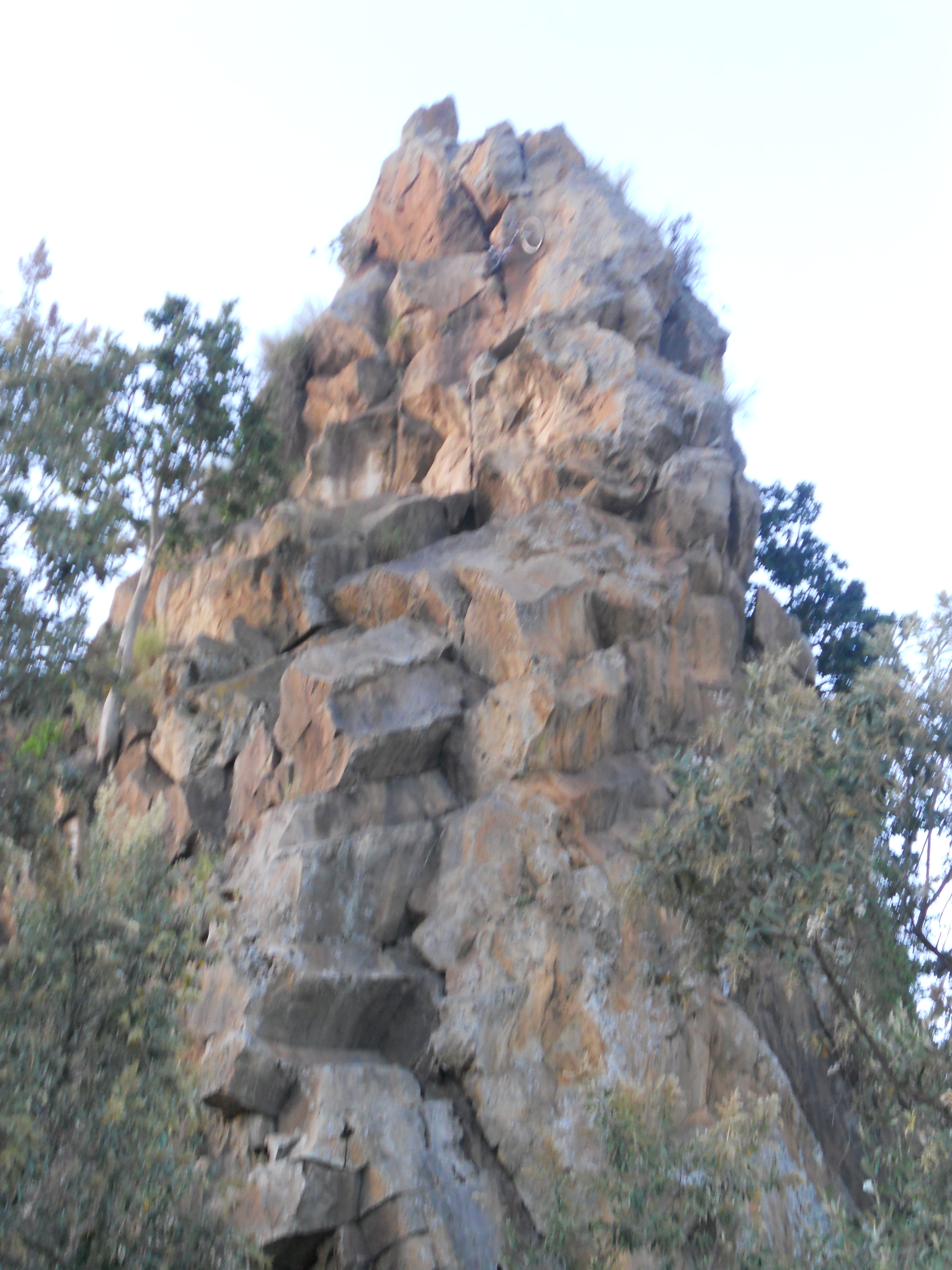
Fischer's Tower, named after Gustav Fischer, a German explorer who reached the gorge in 1882.

پارک هیلز گیت حدود ۶۸٫۲۵ کیلومتر مربع (۲۶ مایل مربع) وسعت دارد، که در قیاس با دیگر پارک‌های ملی آفریقا کوچک محسوب می‌شود. The park is at ۱٬۹۰۰ متر (۶٬۲۰۰ فوت) above sea level. در داخل شهرستان ناکورو، نزدیک دریاچه نایواشا و تقریباً در فاصله ۹۰ کیلومتر (۵۶ مایل) نایروبی است. پارک در ۱۴ کیلومتر (۹ مایل) پس از خروجی از بزرگراه قدیمی نایروبی-نایواشا واقع شده و دارای آب و هوای گرم و خشک است. اولکاریا و هابلی، دو آتشفشان خاموش واقع در پارک، و همچنین اشکال ابسیدین از گدازه مذاب سرد دیده می‌شوند.در نزدیکی برج مرکزی تنگه کوچکتری وجود دارد که به سمت جنوب امتداد دارد، با مسیری که به چشمه‌های آب گرم می‌رسد که دارای سنگ‌های آنقدر داغ است که باعث سوختگی می‌شود و آب گوگردی دارد.